# Chilelana artigasi
Chilelana artigasi är en insektsart som beskrevs av Delong 1969. Chilelana artigasi ingår i släktet Chilelana och familjen dvärgstritar. Inga underarter finns listade i Catalogue of Life.